# 雙緣真巨口魚
雙緣真巨口魚（学名：Eustomias bimargaritatus）为輻鰭魚綱巨口鱼目巨口鱼科的其中一種。分布於中東大西洋海域，為深海魚類，棲息深度0-2000公尺，體長可達14.3公分。

## 扩展阅读
維基物種上的相關：雙緣真巨口魚